# Sulejman Murzabułatow
Sulejman Szangariejewicz Murzabułatow (ros. Сулейман Шангареевич Мурзабулатов, ur. 24 września?/6 października 1890 we wsi Abnazowo w guberni ufijskiej, zm. 9 stycznia 1931 w Moskwie) – baszkirski radziecki polityk.
Od 1918 członek RKP(b), od czerwca 1919 do stycznia 1920 przewodniczący Baszkirskiej Obwodowej Czeki, od kwietnia 1920 funkcjonariusz partyjny, pomocnik ludowego komisarza ds. wojskowych Baszkirskiej ASRR. Do maja 1923 ludowy komisarz rolnictwa Baszkirskiej ASRR, 1923-1926 pracował w Moskwie, od 1926 pracownik Sielpromsojuza w Baszkirskiej ASRR, przewodniczący kołchozu i przewodniczący rady gminnej.
Aresztowany, zmarł w moskiewskim więzieniu.